# Ясин, Раби
Мухаммед Раби Ясин (араб. ربيع ياسين‎; 7 сентября 1960) — египетский футболист и футбольный тренер.

## Клубная карьера
Почти всю свою футбольную карьеру игрока Раби Ясин провёл в каирском «Аль-Ахли». Вместе с клубом Ясин четырежды становился чемпионом Египта и дважды обладателем кубка Египта. Кроме того в составе «Аль-Ахли» Яссин побеждал в ряде международных соревнований, среди них Кубок Африканских Чемпионов в 1987 году.

## Международная карьера
Раби Ясин попал в состав сборной Египта на Чемпионате мира 1990 года. Из 3-х матчей Египта на турнире Ясин провёл все 3 и без замен: матчи группового этапа против сборных Нидерландов, Ирландии и Англии. В матче с ирландцами Яссин был капитаном команды.

## Достижения

### Клубные
Аль-Ахли
- Чемпион Египта (4): 1984/85, 1985/86, 1986/87, 1988/89
- Обладатель Кубка Египта (2): 1984/85, 1988/89
- Победитель Кубка Обладателей Кубков Африки (3): 1984, 1985, 1986
- Победитель Кубка Африканских Чемпионов (1): 1987
- Победитель Афро-азиатского кубка (1): 1988